# Aloparentalidade

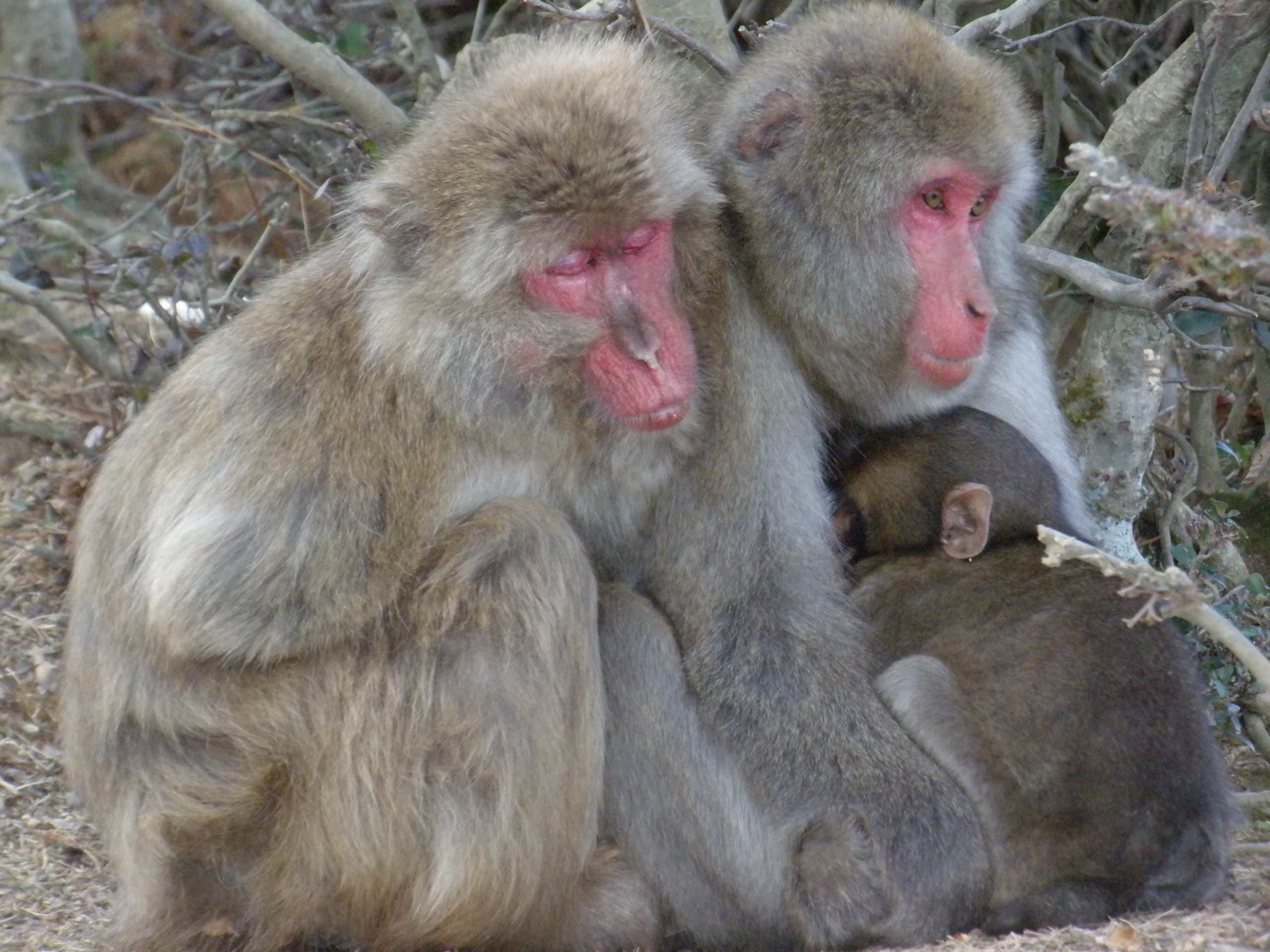
Macacos com sua cria.

Cuidados aloparentais são prestados por indivíduos que não sejam os progenitores diretos. Estes cuidados incluem comportamentos como abraçar, catar, transportar e cuidar, podendo ser influenciados por fatores como a idade da cria, relação entre o aloparente e a mãe, e a idade e experiência reprodutora da alomãe.

## Termo
O termo foi usado pela primeira vez por Edward O. Wilson em 1975, em seu livro Sociobiology. Porém, interações entre crias e outros indivíduos do grupo que não os progenitores têm sido dados diferentes nomes, na sua maioria termos em inglês, entre os quais "tia" (do inglês aunting), "compartilhamento infantil" (do inglês infant sharing), 
"comportamento alomaternal" (do inglês allomaternal behaviour) e "alento" (do inglês allomothering).
Como se pode notar pela variedade de nomes utilizados na literatura, as interações entre crias e outros indivíduos pode tomar várias formas, que vão desde comportamentos de natureza claramente benigna, como o transporte ou a amamentação da cria, formas aparentemente neutras, como tocar, cheirar e inspecionar, até formas claramente negativas como o rapto ou puxar e arrastar. Entretanto, as consequências para a cria, para a mãe e para o manipulador nem sempre são claras e um comportamento inofensivo como o tocar ou cheirar pode ser prejudicial à cria e/ou mãe se, por exemplo, for indutora de algum tipo de stress. 
Apesar de os termos mais frequentemente encontrados na literatura serem esses, estas denominações sugerem uma relação entre interações com crias e cuidado às crias, o que nem sempre é verdade. Portanto, o nome utilizado para descrever interações entre crias e indivíduos que não sejam os progenitores deve ser o mais neutro possível, sendo "manuseio infantil" (do inglês infant handiling) o termo mais apropriado, segundo Mastripieri. 

## Evolução
Existem várias teorias para os comportamentos aloparentais, como na existência de algum grau de parentesco, a alomãe pode assim aumentar a probabilidade de os genes que partilha com a cria serem passados a gerações futuras. Os cuidados aloparentais podem aumentar as hipóteses de o aloparente vir também a cuidar das suas crias no futuro, tendo mais experiência, e os aloparentes podem fornecer cuidados a crias cujas mães podem ajudá-las no futuro. As interações entre crias e indivíduos que não os pais representam um fenômeno complexo e sua natureza diferente torna pouco provável a adequação de apenas uma explicação funcional uma vez que vários processos poderão ter moldado a evolução das interações aloparentais.

## Natureza das interações aloparentais

### Seleção de parentesco

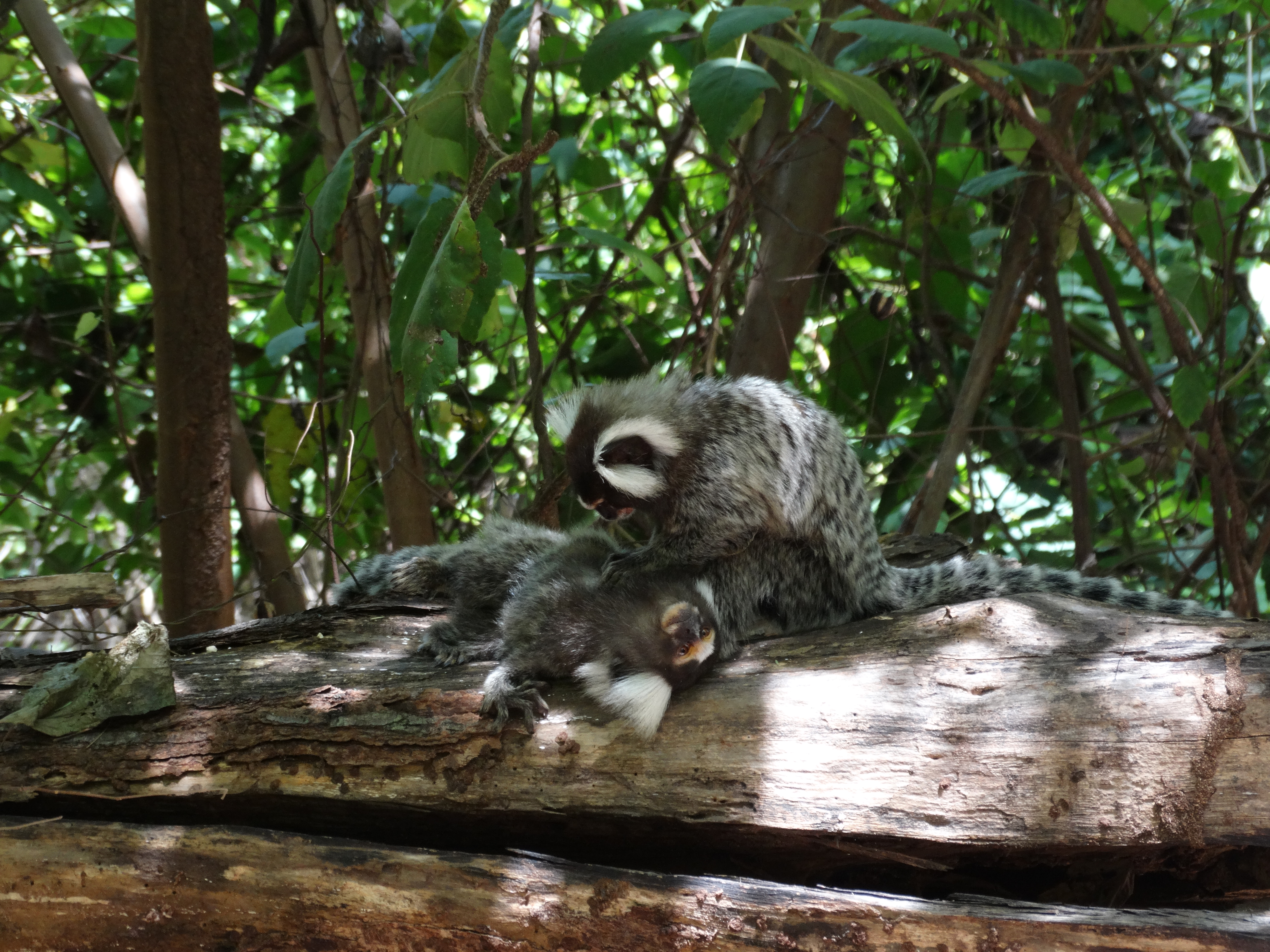
Saguis se interagindo.

As interações aloparentais podem ter sido favorecidas pela seleção de parentesco, caso estas aumentem o sucesso reprodutivo das mães através do aumento das hipóteses de sobrevivência de suas crias, tempo acrescido para se alimentarem e socializarem e/ou diminuição do tempo entre partos. De acordo com esta hipótese, em chacais, hienas e cães selvagens os cuidados são dirigidos a crias com grau de parentesco próximo e em grupos de Callitrichidae os ajudantes são muitas vezes parentes, podendo assim aumentar a sua adaptação inclusiva. Vale lembrar, que nesse tipo de interação,os aloparentes são aparentados diretamente com os pais da cria em questão. 

### Altruísmo recíproco

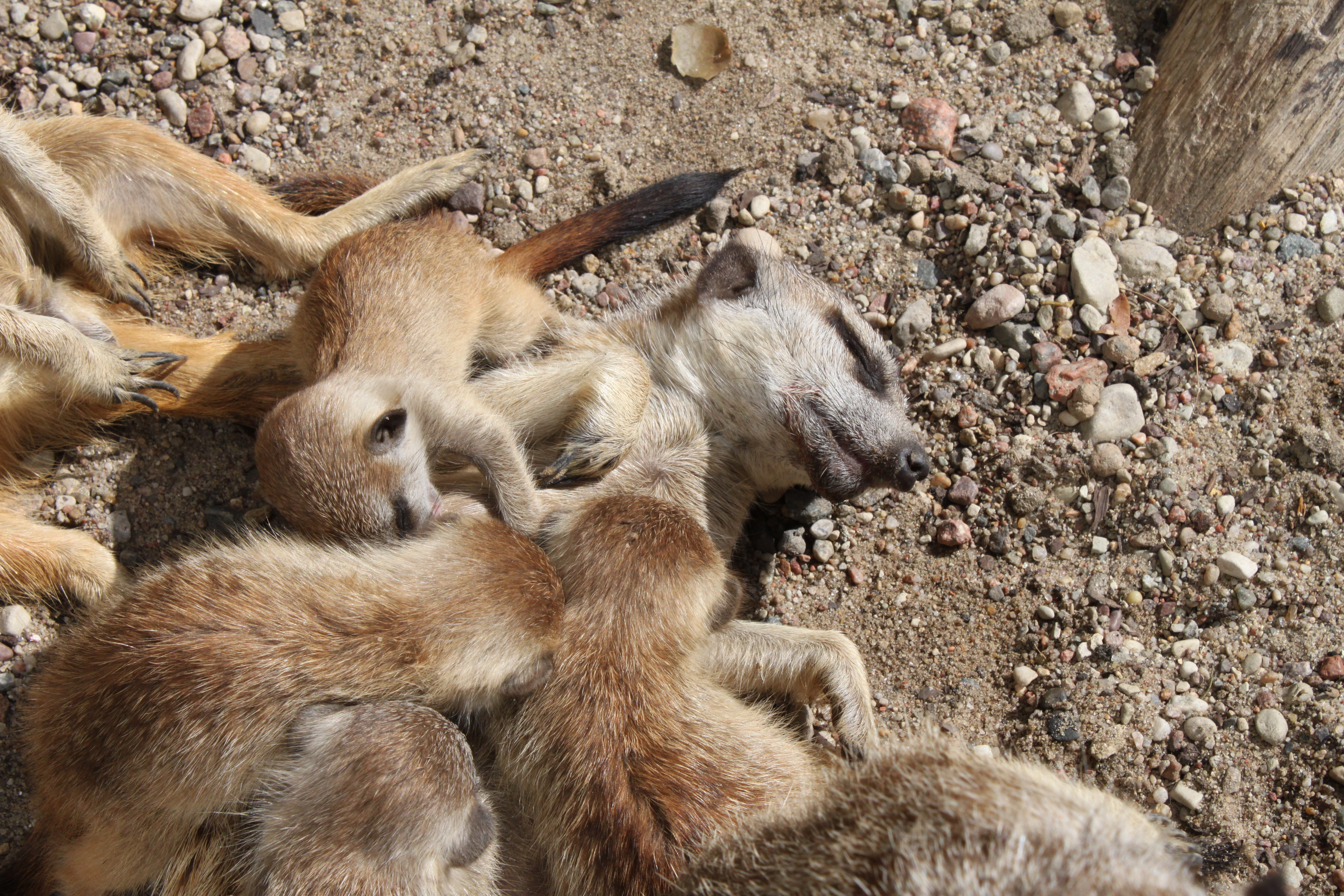
Grupo de Suricatas.

O cuidado aloparental pode também ser uma forma de altruísmo recíproco como parece ser o caso em algumas espécies de Suricatas e em leões, em que os prestadores dos cuidados recebem ajuda na criação da sua própria descendência. 
Todas as classes de sexo e idade participam no manuseio infantil, embora a frequência e a natureza destas interações assim como as motivações prováveis destes indivíduos possam ser muito diferentes. Entre as espécies de primatas do Velho Mundo, apesar de em alguns casos se observarem o manuseio de crias por machos, este ocorre a taxas muito inferiores ao realizado por fêmeas. Em fêmeas de espécies paleotropicais o interesse em crias aparece cedo, antes da maturidade e persiste durante toda a vida. Por exemplo, as fêmeas de langures iniciam o manuseio de crias muito cedo, aos três meses de idade.
No gênero Macaca as fêmeas iniciam o manuseamento de crias com apenas alguns meses de idade e a partir do primeiro ano de vida podem notar-se já diferenças entre sexos, com as fêmeas muito mais envolvidas nesta atividade do que os machos. Sabe-se ainda que fêmeas de macacos vervet de idade avançada possuam um papel importante no estabelecimento e manutenção de relações com os seus reinos.

### Não adaptativa ou da atração natal

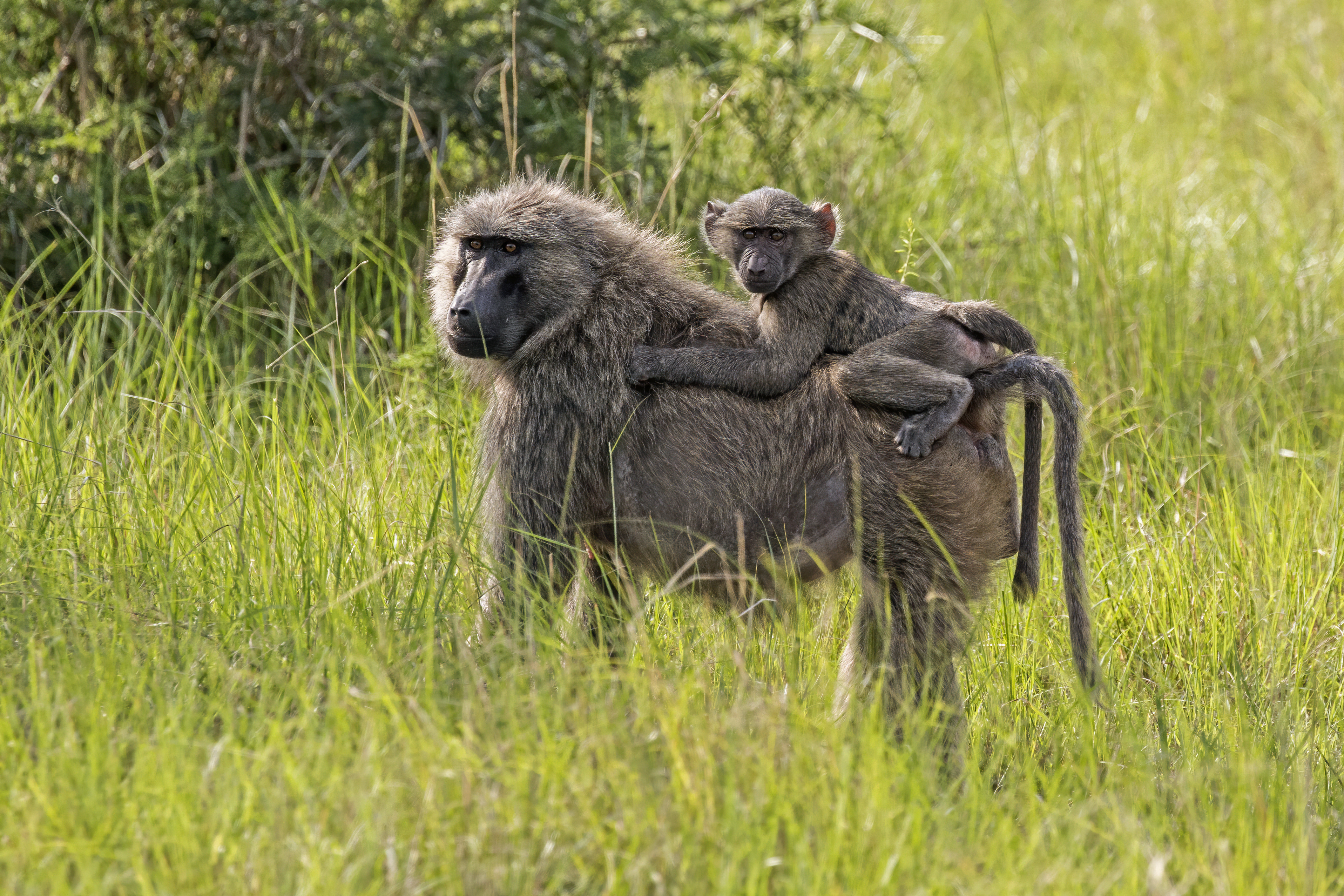
Papio anubis carregando filhote.

As diferenças entre machos e fêmeas na atração a crias pode dever-se a predisposições genéticas e hormonais para o cuidado materno. Estímulos tais como o tamanho da cria quando do nascimento, as suas características morfológicas e os seus padrões motores, pode ser uma coevolução, com a receptividade materna a crias e contribuírem para a formação de um laço forte entre a mãe e a cria.
A alta receptividade a crias pode assegurar que as fêmeas serão boas mães. Segundo este ponto de vista o interesse das fêmeas por crias não aparentadas poderá ser uma extensão do interesse nas suas próprias crias  e uma grande parte do manuseio de crias poderá não ter qualquer função específica ou valor adaptativo – hipótese não adaptativa ou da “atração natal”. Se o interesse das fêmeas por crias constituir uma extensão do comportamento maternal, então se espera que as interações com as crias sejam de natureza benigna, e que o interesse nas crias seja maiores quanto mais jovens estas sejam, uma vez que este é o período de maior dependência da mãe.
Existem evidências de que, de fato, os recém-nascidos são os mais atraentes, e que a atração das fêmeas pelas crias decresce com a idade destas. Por exemplo, dados recolhidos de um grupo de babuínos, Papio cynocephalus, na reserva Moremi no Botswana, obtiveram que as crias foram mais atrativas quando eram mais jovens. Além disso, as fêmeas foram mais fortemente atraídas a crias de outras fêmeas quando elas próprias tinham também crias jovens, e o seu interesse nas outras crias decresceu à medida que as suas próprias crias amadureceram. As fêmeas pareceram ser igualmente atraídas a todas as crias, mas ter maior acesso às crias aparentadas ou de fêmeas subordinadas. As fêmeas quase sempre emitiram vocalizações conhecidas por “grunts” quando manusearam as crias. 
Como em outros contextos os “grunts” são um sinal seguro de que um comportamento não agressivo se vai seguir, estas interações não foram de natureza negativa. Embora, esta hipótese explique as diferenças entre sexos na atração a crias e na frequência do manuseio, não explica porque é que as fêmeas juvenis de muitas espécies são os manipuladores mais frequentes, ou seja, porque é que esta atração não aparece apenas na idade reprodutora sendo ativada, por exemplo, por mecanismos fisiológicos relacionados com a gravidez e o parto. De fato existem dados que apontam nesse sentido, refere que as alterações endócrinas produzidas durante a gravidez e o aleitamento estão associadas a um maior nível de resposta a crias e fêmeas desse gênero em aleitamento manuseiam mais a crias de outras fêmeas do que fêmeas que não estão a amamentar.

### Aprendendo com a mãe

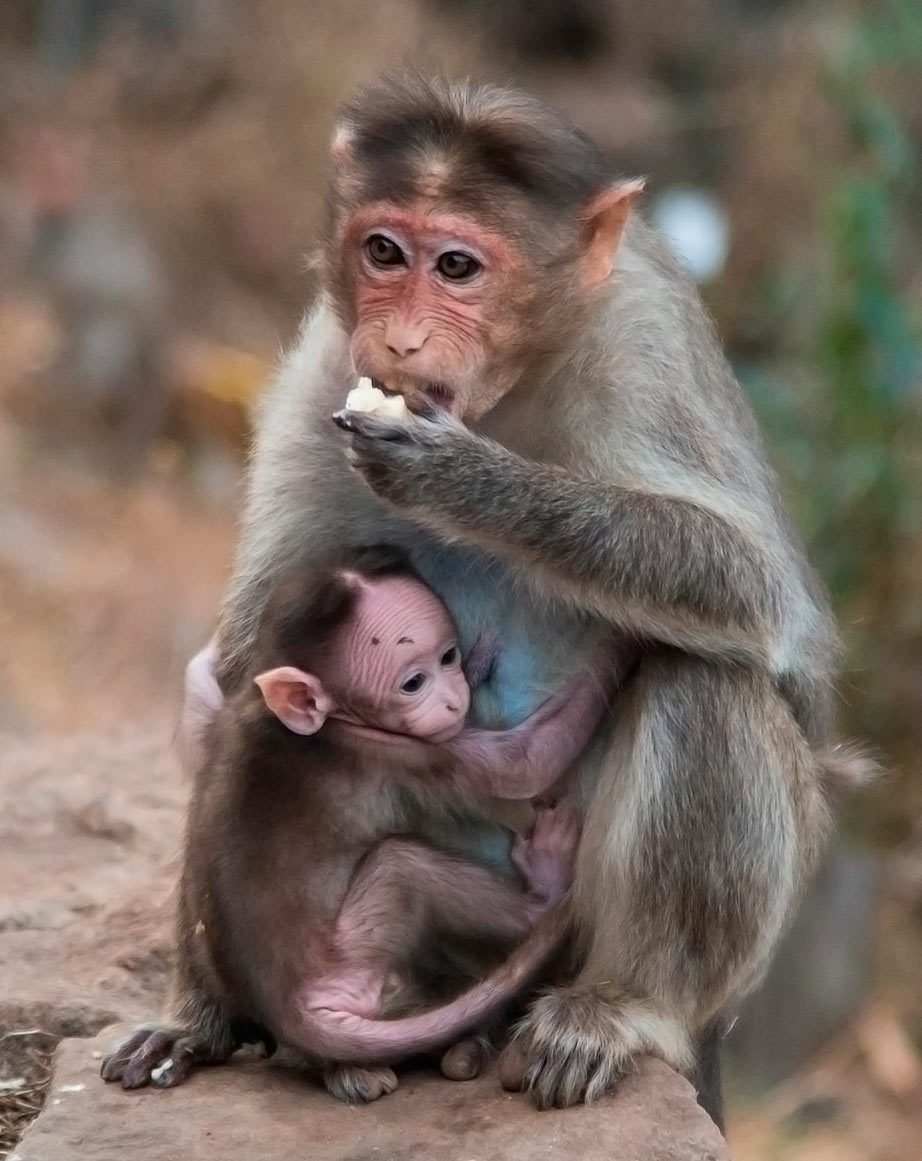
Macaca radiata e sua cria.

O aparecimento cedo por interesse em crias na vida de uma fêmea pode ser adaptativo em todas as espécies em que a cria é dependente da mãe por um longo período de tempo e em que o comportamento materno é aprendido através da observação e prática - a hipótese “aprendendo com a mãe”.
Este parece ser o caso em algumas espécies de pinípedes e de primatas Esta hipótese é suportada por evidências de que as qualidades maternais melhoram com a prática e experiência. Por exemplo, as fêmeas de Saguinus oedipus, e fêmeas juvenis de macacos vervet, Chlorocebus aethiops, que ajudam a cuidar de crias de outras fêmeas, têm maior probabilidade de criar a sua própria descendência com maior sucesso em seguida. 
As fêmeas nulíparas (que nunca pariu) jovens tendem a manusear as crias de forma mais desajeitada, tornando-se mais aptas quando mais velhas e experientes. No entanto,com Macaca radiata e com Macaco-de-gibraltar (M.sylvanus) são ao contrário. Além disso, em macacos vervet as fêmeas jovens são as mais ativas na sustentação e transporte de crias e em Cercopithecus mitis as fêmeas juvenis são as manipuladoras mais frequentes. Além de tudo, esta hipótese não explica o interesse em crias de outras fêmeas por parte de fêmeas multíparas (tem mais de um filho).

### Assédio
Embora em Macaca e em Papio papio sejam as fêmeas juvenis a mostrar mais interesse ativo no manuseamento de crias, as fêmeas mais velhas também as manuseiam e por vezes a taxas idênticas. As interações aloparentais pode ainda representar um tipo de competição reprodutiva. Uma competição reprodutiva entre fêmeas é provável quando ocorre mortalidade dependente da densidade e quando consequentemente as hipóteses reprodutivas são limitadas. Nestas circunstâncias as fêmeas poderão tentar diminuir o sucesso reprodutivo de outras assediando as suas crias. Assim, a seleção poderá favorecer ativamente fêmeas altamente atraídas a crias de outras fêmeas – hipótese do assédio. Este parece ser o caso em Macaca e em Papio papio, onde as relações entre fêmeas adultas são algumas vezes de teor competitivo e em que o interesse no manuseamento de crias parece ser unilateral entre mães e manipuladores.
Em espécies pertencentes a estes gêneros as interações com crias nem sempre são benignas e apesar de membros do grupo mostrarem grande interesse por elas, fornecem poucos cuidados diretos. Em Cercopithecus mitis, as fêmeas são relutantes em devolver as crias à mãe durante os primeiros meses de vida da cria. Em langures, fêmeas multíparas são agressivas para as crias de outras fêmeas, muito mais do que fêmeas nulíparas. Em macacos japoneses, foi observado que após o nascimento da primeira cria própria, os cuidados aloparentais diminuíram e à medida que aumentou o número de crias próprias aumentou também o comportamento agressivo a crias de outras fêmeas.

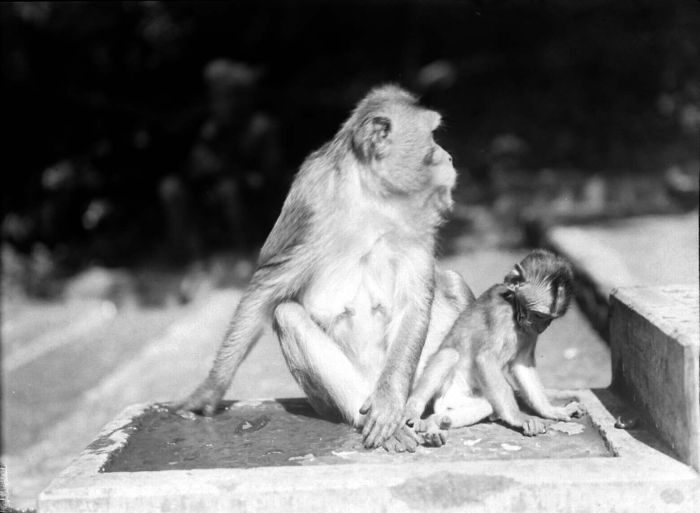
Indivíduos da família Cercopithecidae.

Embora a inexperiência possa ser a causa do tratamento brusco dado a crias por fêmeas nulíparas, este comportamento não seria esperado da parte de fêmeas multíparas, especialmente quando estas exibem um comportamento maternal apropriado com as suas próprias crias, a não ser que haja de fato alguma intencionalidade em prejudicar as crias de outras fêmeas. Ainda assim, em primatas paleotropicais as fêmeas adultas multíparas são a classe de indivíduos que mais agridem as crias de outras fêmeas. Existem, no entanto, apenas algumas evidências de que o assédio a crias está relacionado com uma reduzida probabilidade de sobrevivência ou de reprodução futura das crias devido a um risco acrescido de morte, ou a um desenvolvimento físico ou psicossocial inferior devido a ferimentos ou às consequências fisiológicas de um grau elevado de stress. Em Macaca radiata, a agressão por parte de fêmeas adultas resultou em ferimentos as crias de fêmeas de baixa dominância. Vários autores referem à relutância das mães em permitirem interações com suas crias. Por exemplo, em Macaca e Papio papio, as mães nunca iniciam interações aloparentais e respondem nervosamente a esforços de outros para manusearem as suas crias. De fato, as mães de Macaca radiata resistem às tentativas de rapto por parte de outras fêmeas segurando firmemente as suas crias, evitando e/ou ameaçando os potenciais raptores.
A maioria das informações disponíveis decorre de comparações interespecíficas em primatas paleotropicais, com os Colobinae geralmente mais tolerantes do que em Cercopithecidae.Os padrões de cooperação e competição entre fêmeas adultas afetam a qualidade das suas interações com as crias de outras fêmeas, o que por sua vez afeta a tolerância materna a estas interações. Mais especificamente, características das relações sociais entre fêmeas tais como nepotismo, rigidez e linearidade das relações de dominância, e a intensidade e a simetria das interações agressivas, deverão afetar a proporção relativa de interações afiliativas, por exemplo, manusearem cuidadosamente, catar, transportar, versus abusivas, como assediar, raptar entre crias e fêmeas adultas que não a mãe.

## Interações aloparentais

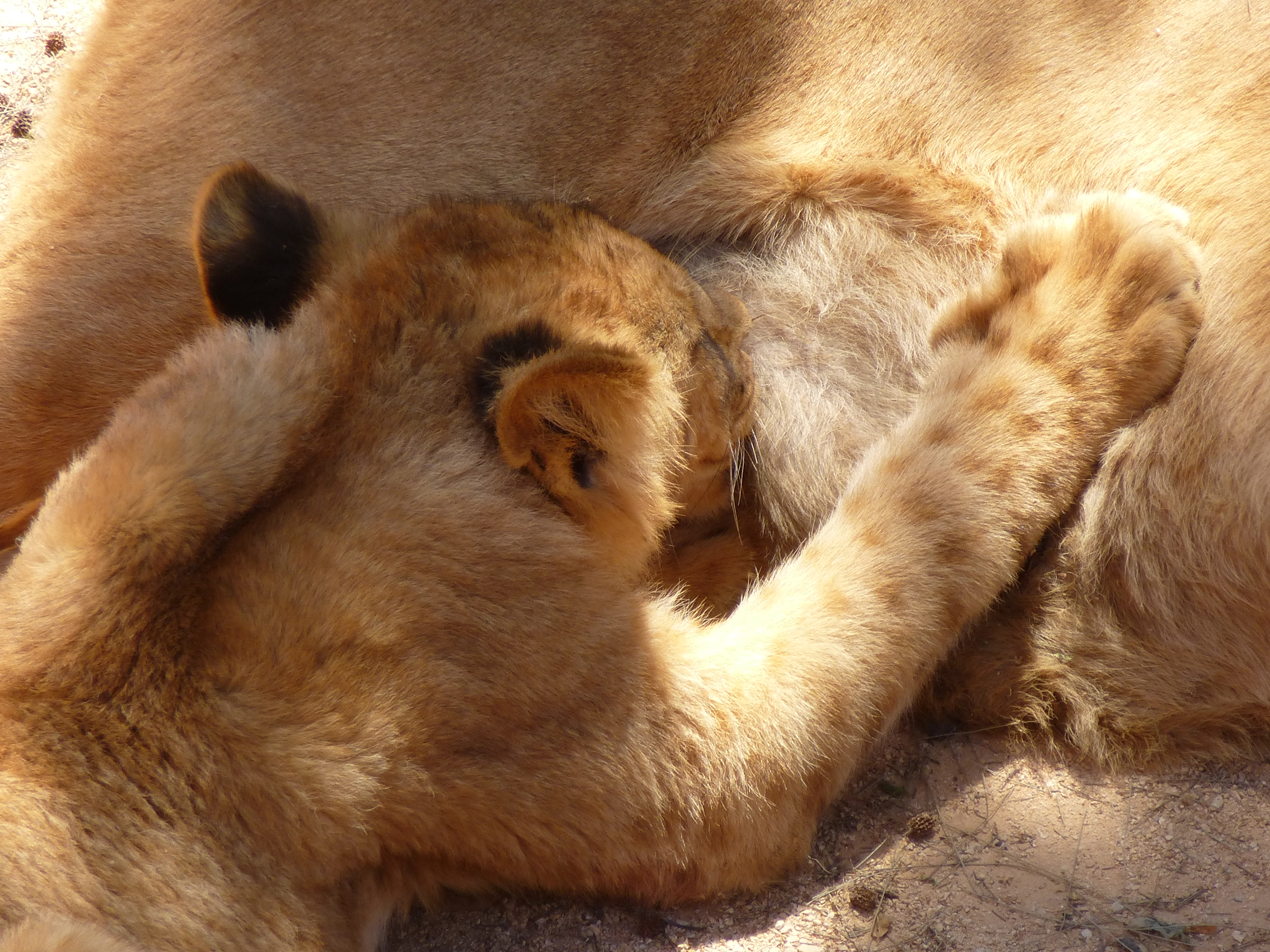
Filhote de leão amamentando.

Os pais podem adquirir experiência de cuidado quando cuidam dos seus filhotes da primeira geração ou, antes disso, se cuidarem de irmãos menores ou sobrinhos. Algumas espécies de aves e mamíferos vivem em extensa união familiar incluindo a mãe, o pai e filhotes de várias idades. Nesta condição social, os pais são responsáveis pela criação dos filhotes, mas os filhotes maiores podem ajudar no cuidado de seus irmãos menores.  A manutenção de um mamífero jovem apresenta custos elevados, evolvendo a sua alimentação, transporte e proteção a predadores, durante um longo período de tempo.
Apesar disso, o cuidado aloparental é comum entre mamíferos, ocorrendo em pelo menos nove ordens e 120 espécies. Por exemplo, as crias de elefante-da-savana, especialmente as menores, entre dois anos de idade, recebem frequentemente cuidados por parte de outros membros do grupo que não a mãe. Em leões, as crias são amamentadas por fêmeas que não a mãe durante mais de 10% do tempo total de amamentação. Em roedores, machos e fêmeas nulíparas podem exibir algum interesse pelos filhotes e ajudam os pais, principalmente no que diz respeito à limpeza corporal, proteção, aquecimento e dependendo da situação exibem comportamento de posição de amamentação (do inglês crouchingover).

### Cetáceos

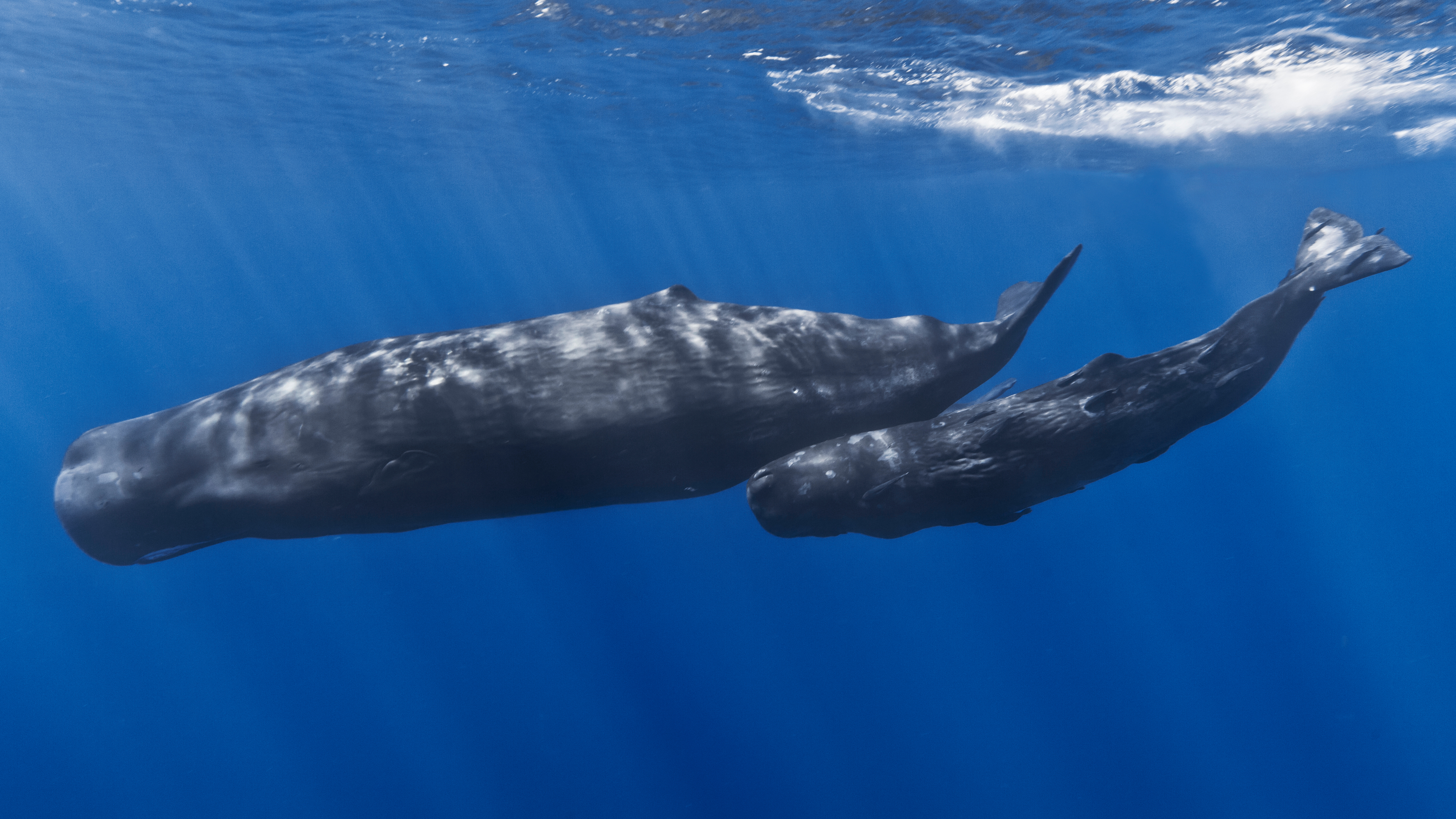
Cachalote e seu filhote.

Cuidados aloparentais não são incomuns e tem sido documentado em cetáceos como cachalotes (Physeter macrocephalus), nos quais adultos realizam mergulhos prolongados para forragear. Os indivíduos jovens desta espécie possuem uma reduzida capacidade fisiológica quando comparada aos adultos, não sendo capazes de mergulhar por longos períodos. Para lidar com este problema estes cetáceos adotam o cuidado aloparental, no qual outros indivíduos acompanham os filhotes na superfície para que as mães possam mergulhar por longos períodos para forragear. O cuidado aloparental pode ser documentado em períodos onde um único indivíduo, adulto ou jovem, nada acompanhado de mais de um filhote, dispensando cuidados a filhotes de outros indivíduos enquanto estes estão em locais mais afastados realizando atividades ligadas á alimentação. A partir da primeira semana de vida as crias de golfinho-roaz são frequentemente escoltadas por outros indivíduos quando separadas da mãe, e muitas vezes estes indivíduos incentivam as crias a segui-los através do comportamento de “aparafusar” (do inglês bolting), que consiste em acelerar repentinamente na direção das crias, e em seguida quando em proximidade destas, o que leva as crias a separarem-se da mãe e a seguirem o “bolter”.

### Primatas

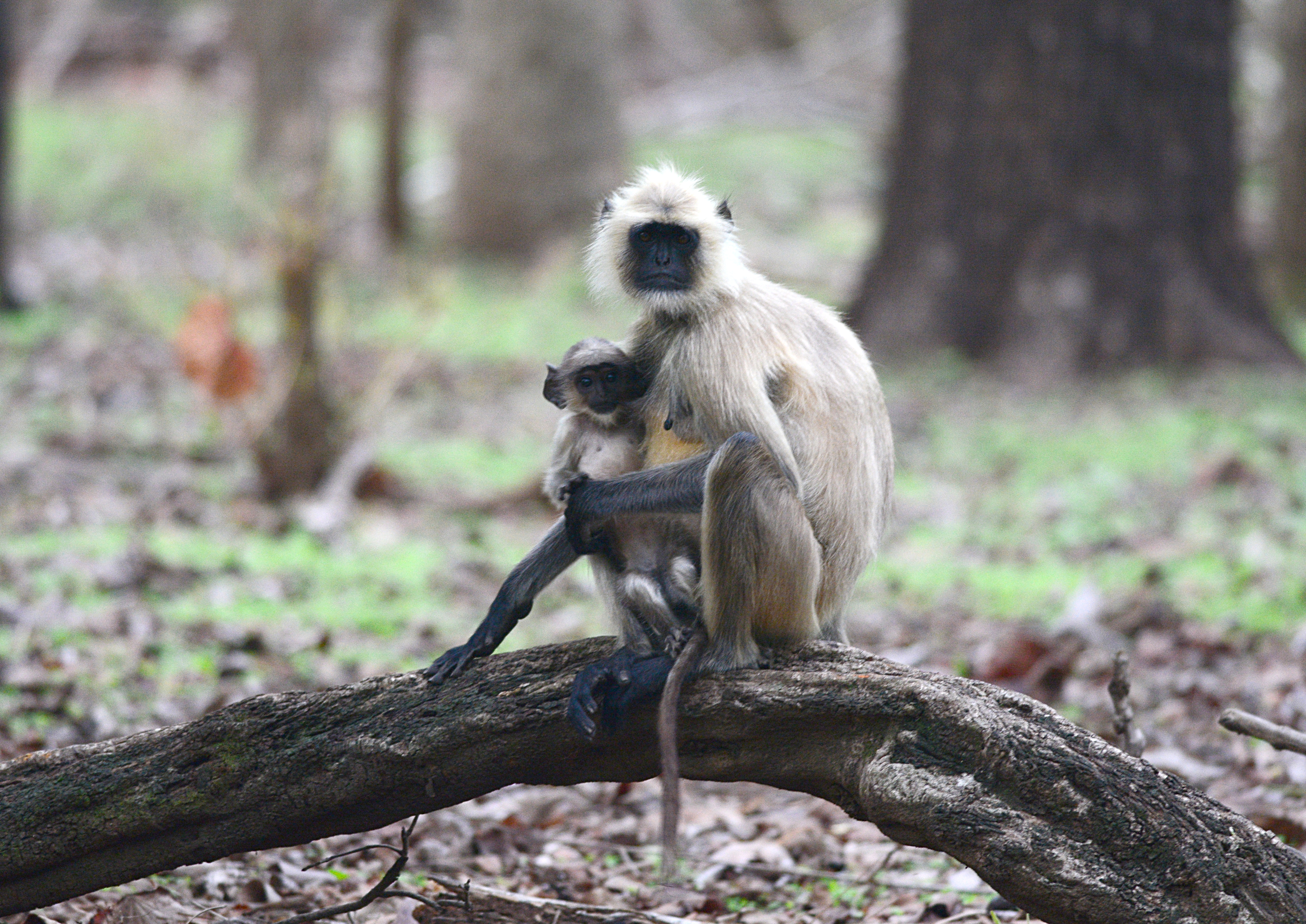
Semnopithecus com filhote.

Os cuidados aloparentais são muito frequentes em várias espécies de mamíferos como, por exemplo, em primatas. A função das interações aloparentais em primatas ainda não é bem entendida. Boa parte dos estudos incidiu sobre espécies paleotropicais, existindo pouca informação para Platyrrhini, exceto para Callitrichidae. Em primatas as interações aloparentais são comuns, existindo uma considerável variação intraespecífica e interespecífica.
Em alguns casos estas interações constituem uma parte considerável dos cuidados fornecidos às crias. Por exemplo, em Callitrichidae as mães recebem grande assistência de outros membros do grupo no transporte, alimentação e proteção da sua descendência. Em Semnopithecus, a partir de apenas algumas horas de idade as crias são frequentemente manuseadas. Durante o primeiro mês de vida, as crias do gênero Presbytis passam quase a mesma quantidade de tempo com outros elementos do grupo e com a mãe. O cuidado aloparental também é comum em macacos vervet, como em Chlorocebus aethiops Fêmeas de babuínos também fazem tentativas persistentes em tocar, cheirar e inspecionar as crias de outras fêmeas.

## Benefícios e custos
Apesar de os custos e benefícios do cuidado aloparental não terem sido calculados em detalhe para a maioria das espécies, existem evidências de que as mães e as crias por vezes se beneficiam com estas interações. O cuidado aloparental oferece maiores chances de sobrevivência, melhora o desenvolvimento físico e comportamental dos filhotes intensificando o cuidado parental e aumentando a defesa do território contra predadores. Além disso, os ajudantes adquirem experiência beneficiando o cuidado da sua própria prole no futuro. Entretanto, o cuidado aloparental pode nem sempre ser benéfico. Em alguns casos, têm sido relatadas ocasiões onde às fêmeas retêm um filhote da mãe até o ponto em que ele morre. Em outros casos, os filhotes podem ser sequestrados e receber mordidas ou ataques fatais de um aloparente. As mães são muitas vezes restritivas de outras tentativas de tocar ou manusear seus filhotes, principalmente em espécies onde o risco de ferimentos ou morte é alto.

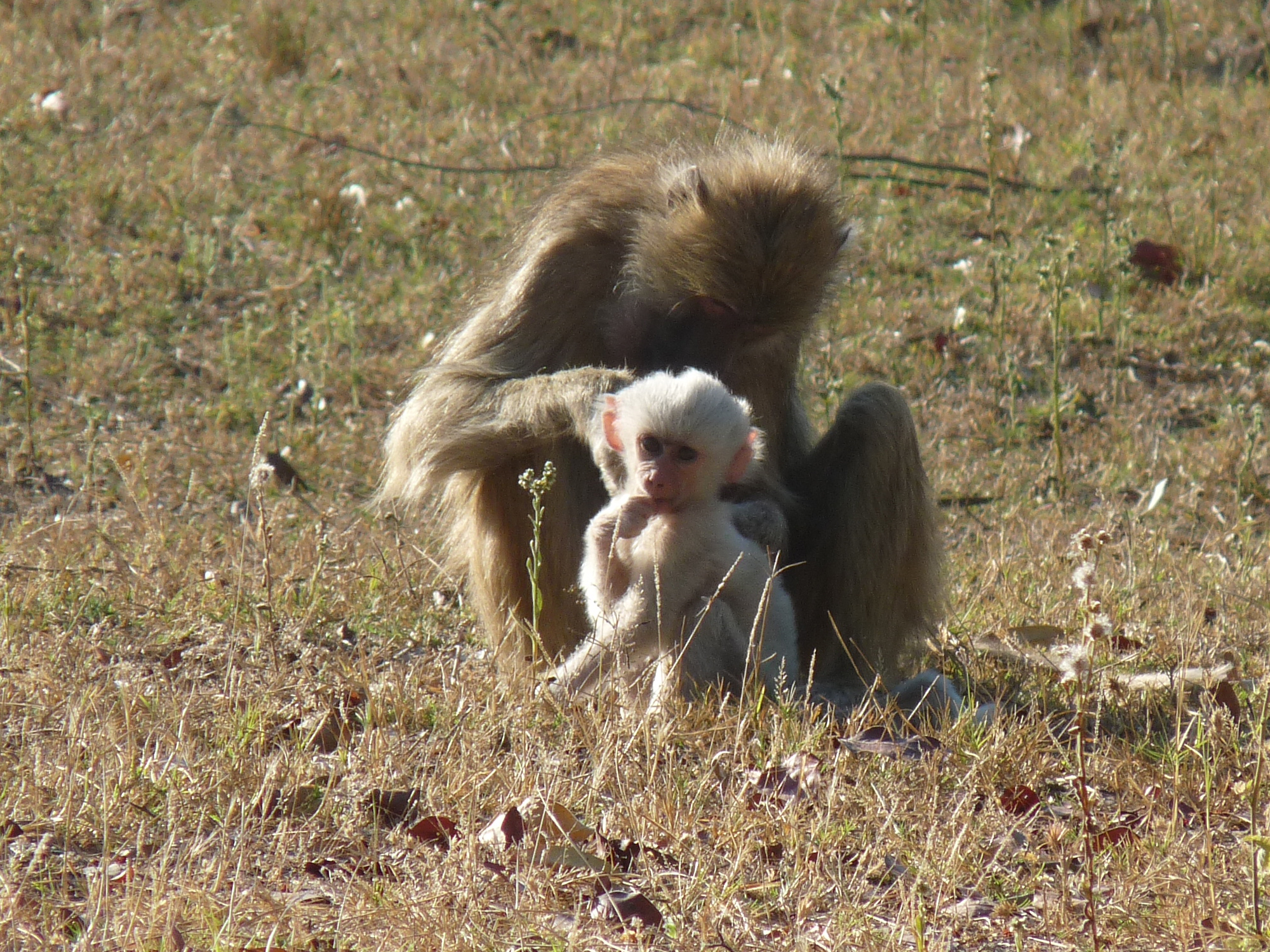
Babuíno cuidando de filhote.

Os prestadores de cuidados podem ser determinantes no aumento das probabilidades de sobrevivência das crias, através da sua proteção contra predadores e stress físico, como calor ou frio excessivo. Em Callitrichidae, o cuidado aloparental aparentemente favorece a fertilidade feminina, permitindo que fêmeas reprodutivas produzam mais vezes por ano, geralmente duas vezes, além das fêmeas de macacos vevert cujas crias recebem mais cuidados por parte de outros têm intervalos mais curtos entre partos do que fêmeas cujas crias recebem menos cuidados.
Existem também evidências de que fêmeas do gênero Presbytis se alimentam mais eficientemente enquanto as suas crias são transportadas por outros do que quando elas próprias às carregam.  Caso esta hipótese se verifique é de se esperar que as mães tolerem as interações aloparanteais com as suas crias. Em Callitrichidae, Semnopithecus e Chlorocebus  as mães são geralmente tolerantes às interações aloparantais. A presença de ajudantes depende dos benefícios auferidos pelo investimento numa prole alheia, tanto para ajudantes quanto para mães e filhotes. No momento em que os benefícios auferidos são assimétricos, favorecendo mais as mães, o comportamento de ajuda é circunstancial e é mais praticado por indivíduos jovens e inexperientes. A maturidade sexual dos jovens torna esse investimento parental alocado para os seus próprios filhotes. Ajudantes no dia do nascimento é uma forma cooperativa para os genitores, na qual os ajudantes criam filhotes que não são seus. Em alguns casos, a ajuda está associada com o aumento do sucesso reprodutivo dos genitores. Entretanto, variáveis como qualidade territorial, idade e experiência dos genitores têm dificultado na avaliação da contribuição dos ajudantes no aumento do sucesso reprodutivo.
Os cuidados aloparentais podem oferecer benefícios, pois as mães têm uma redução do dispêndio de tempo e energia, permitindo que sejam liberadas para outras atividades de igual importância, ao mesmo tempo, os ajudantes têm uma oportunidade para o “treino de maternidade”, o que aumentaria a competência materna no momento em que tiverem seus próprios filhotes. No entanto, o valor adaptativo do comportamento de ajuda deve ser analisado em função dos benefícios que ele traz às mães, para os ajudantes e para o aumento das chances de sobrevivência dos filhotes. A reação do contato social maternal com os filhotes muda em várias espécies. Em algumas espécies, a mãe é muito permissiva e pode permitir que outras fêmeas peguem, cuidem, tratem ou até mesmo transportem os filhotes recém-nascidos. Em outras espécies, a adoção dos filhotes por adultos da mesma espécie pode ocorrer depois da morte da mãe.